# Дёмин, Эдуард Викторович
Эдуа́рд Ви́кторович Дёмин (26 марта 1974, Калуга) — российский футболист, защитник, тренер.

## Карьера

### Игрока
Воспитанник калужских ДЮСШ-1 и «Зари». В 1992 году начал играть за клуб «Пресня», провёл 29 матчей, затем до 1994 года выступал за московский «Асмарал» в высшей лиге России, сыграл 34 встречи.
С 1995 по 1996 год был в составе другого московского клуба «Динамо», за которое сыграл только три матча и забил один гол в чемпионате, ещё одну встречу провёл в Кубке УЕФА 1996/97.
С 1997 по 1999 год играл за новороссийский «Черноморец», в 77 матчах забил 9 мячей. Затем перешёл в ещё один московский клуб «Торпедо-ЗИЛ», где выступал до 2001 года, проведя 22 игры в чемпионате и первенстве и один раз в Кубке России.
С 2001 по 2002 год играл за «Волгарь-Газпром», провёл 31 встречу в первенстве и одну игру в Кубке. С 2003 по 2004 выступал за «Кубань», в 55 матчах в чемпионате и первенстве забил один гол, сыграл 4 встречи в Кубке России и 6 матчей в турнире дублёров РФПЛ.
Половину сезона 2005 года провёл без команды, в августе присоединился к калужскому «Локомотиву», за который сыграл 14 встреч. В 2006 году снова выступал за «Волгарь-Газпром», в 33 матчах забил один мяч.
Сезон 2007 года провёл в составе любительского клуба «Оружейник» Тула. С 2008 по 2009 год играл за серпуховскую «Звезду», провёл 57 матчей в первенстве и 4 встречи в Кубке.

### Тренера
С 2010 по 2013 года возглавлял клуб «Калуга». С 29 января 2014 — главный тренер ФК «Коломна».
9 июня 2015 возглавил «Орёл». Контракт с калужским специалистом был подписан по системе «1+1». 1 февраля 2016 года покинул клуб.